# Liste der Mitglieder der National Academy of Sciences/2025
Im Jahr 2025 wählte die National Academy of Sciences der Vereinigten Staaten 151 Personen zu ihren Mitgliedern. Unter den gewählten Mitgliedern befindet sich Edward E. Leamer (1944–2025), der posthum aufgenommen wurde.

## Neugewählte Mitglieder
- Cory Abate-Shen
- Francis Albarède
- Reka Albert
- David M. Altshuler
- Raul Andino-Pavlovsky
- Paola Arlotta
- M. Amin Arnaout
- Jean-Phillipe Avouac
- Amy L. Baker
- Rina Foygel Barber
- Laura Baudis
- Yoshua Bengio
- Christoph Benning
- Steven T. Berry
- Wendy Bickmore
- Immanuel Bloch
- Robert Boyd
- Rodney A. Brooks
- Gary W. Brudvig
- Nina Buchmann
- C. Robin Buell
- R. Daniel Camerini-Otero
- David A. Case
- Betty Jo Casey
- Garnet Kin-Lic Chan
- Edward F. Chang
- Alice Y. Cheung
- Kelly Chibale
- Peter U. Clark
- Kathleen Collins
- Elena Conti
- Michael F. Crommie
- George Q. Daley
- Mark J. Devlin
- John E. Dick
- Brenda L. Dingus
- Scott C. Doney
- John M. Doyle
- Mary L. Droser
- Susan K. Dutcher
- William C. Earnshaw
- Bruce A. Edgar
- Jonathan A. Ellman
- Phoebe C. Ellsworth
- Adrienne L. Fairhall
- Shanhui Fan
- W. Tecumseh Fitch
- Sherilyn C. Fritz
- Mariano A. Garcia-Blanco
- Margaret L. Gardel
- Leonid Glazman
- Margaret Goodell
- Alison Gopnik
- Veronique Gouverneur
- Julia R. Greer
- David B. Grusky
- Heidi E. Hamm
- Sergiu Hart
- Mordehai Heiblum
- David W. Hertzog
- Mark Hochstrasser
- Jeffrey Holt
- Russell Impagliazzo
- Roger Innes
- Hailing Jin
- Steven Kahn
- Daniel M. Kammen
- Ravindran Kannan
- Katalin Karikó
- Klas Kärre
- Lydia E. Kavraki
- Raymond E. Keller
- Desmond King
- Taroh Kinoshita
- Thomas B. Kornberg
- Svitlana Krakovska
- Edward E. Leamer (1944–2025)
- Virginia M.-Y. Lee
- Greg E. Lemke
- Dana S. Lepofsky
- Fang-Hua Lin
- Peter B. Littlewood
- Jianguo Liu
- Jun S. Liu
- Matthias Mann
- William H. Matthaeus
- Heather D. Maynard
- Andrew J. McMichael
- Gero Miesenböck
- Jerry X. Mitrovica
- Svetlana Mojsov
- Michelle Monje
- Penny Moore
- Morris Moscovitch
- Norman Murray
- Cornelis Murre
- Daniel S. Nagin
- Eric J. Nestler
- H. Frederik Nijhout
- Ruth Nussinov
- Scott Page
- Uta Paszkowski
- Parag A. Pathak
- James W. Pennebaker
- Daniel R. Perez
- Stanley Perlman
- Richard E. Petty
- Sorin Popa
- Jonathan K. Pritchard
- Venkatachalam Ramaswamy
- Sriram Ramaswamy
- Marilyn N. Raphael
- David R. Reichman
- José M. C. Ribeiro
- Cecilia L. Ridgeway
- Robert O. Ritchie
- G. Philip Robertson
- David Lawrence Sacks
- Richmond Sarpong
- Heidi M. Schellman
- Shu-ou Shan
- Beth Shapiro
- Scott Sheffield
- Kang Shen
- Ali Shilatifard
- Eric P. Skaar
- John P. Smol
- Eduardo Sontag
- Rotem Sorek
- Valeria Souza
- Nicola A. Spaldin
- Mary C. Stiner
- Thomas Terwilliger
- Lloyd N. Trefethen
- Youyou Tu
- Compton J. Tucker
- Shannon J. Turley
- Rodney K. Tweten
- Maryna S. Viazovska
- Aleksandra Walczak
- Risa H. Wechsler
- Benjamin P. Weiss
- E. John Wherry
- Kelin X. Whipple
- Elizabeth A. Winzeler
- Melanie Matchett Wood
- Jerry L. Workman
- Rosemary F. G. Wyse
- Yukiko M. Yamashita
- Martin T. Zanni
- Jizhong Zhou